# Julius Kühn
Julius Gotthelf Kühn (23 ottobre 1825 – 14 aprile 1910) è stato un agronomo tedesco.
È tra i pionieri nello studio della patologia vegetale. Nel 1862 divenne professore di agricoltura all'Università "Martin Lutero" di Halle-Wittenberg.